# Ntungamo (district)
Le district de Ntungamo est un district de l'Ouest de l'Ouganda. Comme la plupart des districts de l'Ouganda, il porte le nom de sa ville capitale, Ntungamo.

## Histoire
Dans le passé, le district de Ntungamo faisait partie du royaume Ankole, un royaume traditionnel fondé au XVIIIe siècle. Ce royaume fut aboli en 1967 par Milton Obote. Le président actuel de l'Ouganda Yoweri Museveni et son épouse Janet Museveni sont tous les deux nés dans le district de Ntungamo. Le royaume d'Ankole fait partie de la sous-région d'Ankole qui comptait environ 2,2 millions d'habitants en 2002, selon les statistiques du recensement national ougandais. Les districts qui composent la sous-région sont :
- Buhweju
- Bushenyi
- Ibanda
- Isingiro
- Kiruhura
- Mitooma
- Ntungamo
- Rubirizi
- Sheema

## Situation géographique

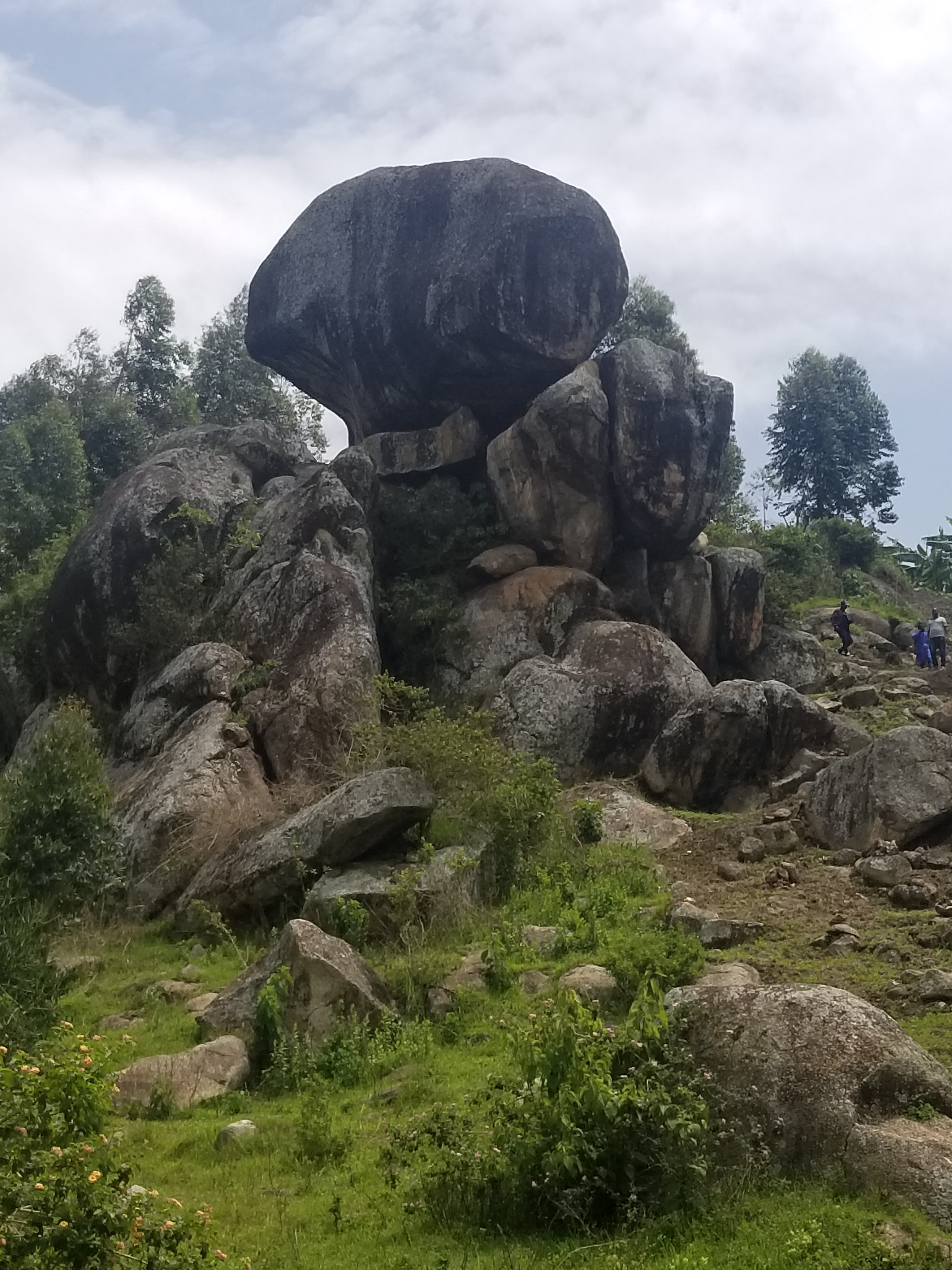
La pierre de Karegyeya, dans le village de Kategyega du district de Ntungamo. Septembre 2020.

Le district de Ntungamo est bordé au nord, à l'ouest et à l'est, respectivement par les districts de Mitooma, Sheema and Mbarara . Le district de Isingiro se trouvait à l'est, la République du Rwanda au sud, le district de Kabale au sud-ouest et le district de Rukungiri au nord-ouest. Les coordonnées générales du district sont : 00 53S, 30 16E. Le district s'étend sur 2 056 km2.

## Population
Selon le recensement national de 2002 national, la population du district s'élève à 380 000 avec un taux de croissance annuelle estimée à 3 %. En 2010, elle était estimée en 2010 à 481 400. Voir le tableau ci-dessous :
| Année | Population estimée |
| ----- | ------------------ |
| 2024  | 552 800            |
| 2014  | 483 850            |
| 2002  | 380 000            |
| 2003  | 391 400            |
| 2004  | 403 100            |
| 2005  | 415 200            |
| 2006  | 427 700            |
| 2007  | 440 500            |
| 2008  | 453 700            |
| 2009  | 467 500            |
| 2010  | 481 400            |